# Байкальская ТЭЦ
Байкальская ТЭЦ (ТЭЦ Байкальского ЦБК, ТЭЦ БЦБК) — небольшая угольная электростанция (теплоэлектроцентраль) в городе Байкальске Иркутской области, бывшая ТЭЦ Байкальского целлюлозно-бумажного комбината (ЦБК). В настоящий момент находится в муниципальной собственности и планируется к выводу из эксплуатации в связи с закрытием комбината.
ТЭЦ расположена на территории ЦБК, на юге восточного берега озера Байкал.

## История
ТЭЦ была введена в эксплуатацию 16 октября 1965 года, за год до ввода ЦБК.
Функционирование Байкальского ЦБК негативно сказывалось на экологической обстановке региона и озера Байкал, в 2013 году было принято окончательное решение комбинат закрыть.
В сентябре 2013 года основное производство комбината (варка целлюлозы) было остановлено, половина работников была сокращена. Оставшиеся сотрудники занимались обслуживанием ТЭЦ, продолжавшей снабжать город теплом, а также следили за техническим состоянием оборудования комбината. Дальнейшая эксплуатация ТЭЦ в этих условиях была признана неэффективной, так как тепловые нагрузки города существенно ниже тепловой мощности ТЭЦ, было принято решение о строительстве нового замещающего теплоисточника.
В июне 2014 года конкурсный управляющий Байкальского ЦБК после неудачных попыток продать ТЭЦ с торгов передал станцию на безвозмездной основе муниципалитету, на который легли функции по поддержанию ТЭЦ в готовности снабжать город горячей водой и теплом.
В качестве замещающего источника изначально предлагалось построить электроугольную котельную с покрытием базовой нагрузки угольными водогрейными котлами. Электрические котлы предлагалось установить для резервирования в зимний период и как основные в летний период (в период высокой водности и избытка мощности иркутских ГЭС).
В связи с правительственным запретом на строительство угольных энергоисточников на берегу Байкала проектное решение было изменено, в качестве основного топлива был выбран сжиженный природный газ. СПГ будет поставляться Иркутской нефтяной компанией со строящегося завода по производству СПГ в городе Усть-Куте в составе крупного газохимического комплекса.
Ввод в эксплуатацию замещающей котельной планируется в 2017—2018 гг.

## Современное положение
ТЭЦ продолжает работу в составе Иркутской энергосистемы, входящей в состав объединенной энергосистемы Сибири. Установленная электрическая мощность ТЭЦ составляет 49 МВт, что составляет менее 1 % от общей установленной мощности электростанций области. Выработка электроэнергии в 2014 году — 77,1 млн кВт⋅ч, коэффициент использования установленной мощности — всего 18 %.
Является единственным источником тепловой энергии системы централизованного теплоснабжения  Байкальска и, ранее, Байкальского ЦБК. Установленная тепловая мощность станции составляет 563 Гкал/ч, в то время как расчётная тепловая нагрузка потребителей — всего 69 Гкал/ч.
Основное оборудование ТЭЦ — три турбоагрегата (два — единичной мощностью 12 МВт, один — мощностью 25 МВт) и девять котлов, часть из которых использовались для варки целлюлозы или утилизации древесных отходов.
Основное топливо — уголь Мугунского разреза, добываемый компанией «Востсибуголь».